# Dongwu Dadao (métro de Wuhan)
Dongwu Dadao (chinois : 东吴大道站 ; litt. « « boulevard Dongwu » », Dongwu Boulevard, en anglais) est une station de la ligne 1 du métro de Wuhan en République populaire de Chine. Elle a été inaugurée le 29 juillet 2010 après le prolongement et l'inauguration du tronçon Zongguan-Dongwu Dadao, dont elle a été le terminus jusqu'au prolongement de la ligne le 26 décembre 2017 et l'inauguration du tronçon Dongwu Dadao-Jinghe.

## Galerie

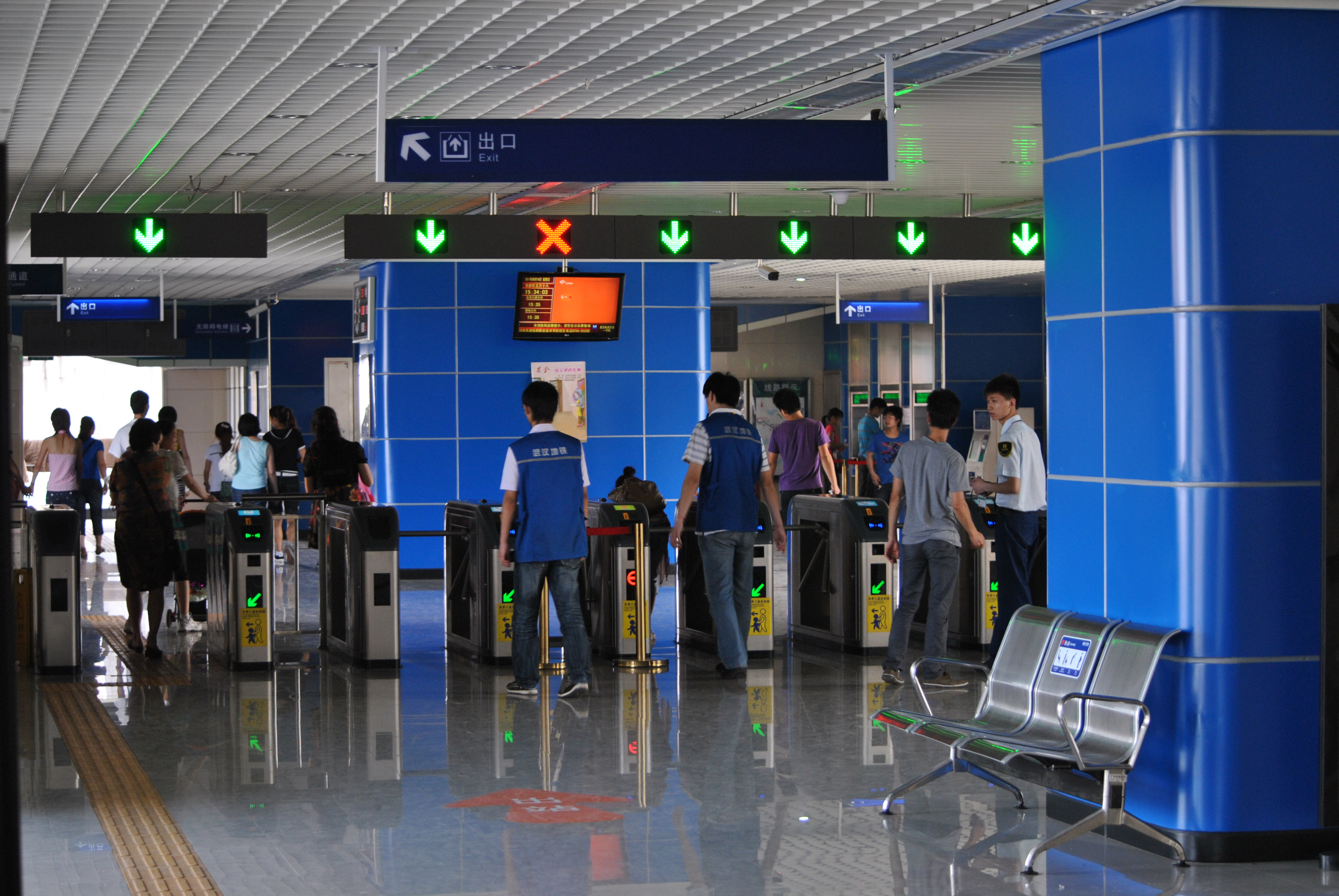
Portillons